# 台湾松兰
台湾松兰或臺灣盆距蘭（学名：Gastrochilus formosanus）为兰科盆距兰属下的一个种。其种加词“formosanus”意为“台湾的”。